# Taurolema flavocincta
Taurolema flavocincta är en skalbaggsart som beskrevs av Pierre-Émile Gounelle 1906. Taurolema flavocincta ingår i släktet Taurolema och familjen långhorningar.
Artens utbredningsområde är:
- Costa Rica.
- Panama.

Inga underarter finns listade i Catalogue of Life.